# فريدريك جون هاريس
فريدريك جون هاريس (بالإنجليزية: Frederick John Harris) هو سياسي جنوب أفريقي، ولد في 4 يوليو 1937، وتوفي في 1 أبريل 1965 بسبب شنق.